# أندري فوروبيوف
أندري فوروبيوف (بالروسية: Воробьёв, Андрей Александрович)‏ هو لاعب كرة قدم روسي في مركز الهجوم، ولد في 27 مارس 1982 في روستوف على نهر الدون في روسيا. لعب مع أورال يكاترينبورغ ونادي روستوف أون دون ونادي روستوف.